# Marleyda Soto
Marleyda Soto Ríos (19 de febrer de 1977) és una llorejada actriu i docent colombiana, reconeguda per la seva participació en llargmetratges com Dr. Alemán, La tierra y la sombra i Los silencios.

## Carrera

### Actuació
Soto va estudar Art Dramàtic a la Universitat del Valle a Cali. Va debutar al cinema l'any 2007 protagonitzat la pel·lícula colomboalemana Dr. Alemán al costat de l'actor August Diehl. Un any després va figurar a la pel·lícula Perro come perro de Carlos Moreno Herrera.
Va iniciar la dècada de 2010 amb una participació en el llargmetratge Amores peligrosos d'Antonio Dorado Zúñiga i en 2015 va protagonitzar la cinta La tierra y la sombra de César Augusto Acevedo, premiada al festival de Canes de 2015 amb la Càmera d'Or. Un any després va registrar un altre paper protagonista en la pel·lícula de Felipe Guerrero Oscuro animal, guanyant el premi a la millor actriu en el Festival Internacional de Cinema a Guadalajara.
La seva més recent aparició en cinema va ocórrer en 2019 en Los silencios, pel·lícula de la cineasta brasilera Beatriz Seigner. Per a realitzar el paper d'Amparo en aquesta producció, Marleyda va haver de sotmetre's a una estricta dieta que la va portar a guanyar 20 quilos. En la duocécima edició de l'Havana Film Festival de Nova York, novament va obtenir el premi a la millor actriu.

### Docència
En 2015 Soto es va convertir en docent de la Llicenciatura en Educació Artística en la Fundació Universitària Catòlica Lumen Gentium, convidada per l'artista plàstic Alexander Buzzy.

## Filmografia
- 2007 - Dr. Alemán... Wendy
- 2008 - Perro come perro... Viuda de Medina
- 2013 - Amores peligrosos
- 2015 - La tierra y la sombra... Esperanza
- 2016 - Oscuro animal... Rocío
- 2019 - Los silencios... Amparo
- 2022 - La jauría
- 2024 - Cien años de soledad ... Úrsula Iguarán[8]